# Luis Alberto García (taekwondo)
Luis Alberto García (9 de septiembre de 1980) es un deportista venezolano que compitió en taekwondo. Ganó una medalla de plata en los Juegos Panamericanos de 1999 en la categoría de –58 kg.

## Palmarés internacional
| Juegos Panamericanos | Juegos Panamericanos | Juegos Panamericanos | Juegos Panamericanos |
| Año                  | Lugar                | Medalla              | Categoría            |
| -------------------- | -------------------- | -------------------- | -------------------- |
| 1999                 | Winnipeg (Canadá)    | Medalla de plata     | –58 kg               |